# Architecture navale

Plan de voilure du trois-mâts carré écossais Balclutha de 1886

et plan de forme du même voilier, dessins par Mark Starr (2000)

L'architecture navale est l'art de concevoir des structures navigantes maritimes et fluviales, pouvant se déplacer sur l'eau et sous l'eau, dont principalement tous les types de bateaux et navires.
Dans sa conception moderne, l'architecture navale relève de deux grands domaines : l'architecture et l'ingénierie.
Elle désigne également le domaine de l'ensemble des connaissances de l'art de la conception par les architectes navals et de la construction dans les chantiers navals de ces moyens de navigation.
L'homme a imaginé et créé des engins lui permettant de naviguer sur l'élément liquide depuis l'aube de l'humanité, mais la définition d'architecture navale pour cette activité très ancienne ne date quant à elle que du XVIIe siècle, lorsque l'on a commencé à compiler les savoirs sur les artefacts nautiques.

## Travail de l'architecte
Un architecte naval doit concevoir un engin (navire, bateau, plate-forme pétrolière, sous-marin…) qui doit répondre à un cahier des charges. Par exemple :
- transporter une charge donnée : X milliers de tonnes de tel minerai ou Y passagers,
- faire un trajet donné en un temps donné;
- respecter un budget de fabrication et d'exploitation donné,
- être suffisamment sûr :

suivre les réglementations en vigueur,
résister aux conditions d'exploitation normales et accidentelles (tempêtes, etc.).
Réaliser un compromis parmi un grand nombre de contraintes techniques et réglementaires est l'essence même de l'architecture navale.

## Démarche typique
En premier lieu, l'armateur soumet son cahier des charges à l'architecte. Le cahier des charges peut être très détaillé, par exemple en choisissant déjà la marque des moteurs, ou au contraire très succinct (une route, une vitesse, une capacité).
L'architecte peut donc créer une esquisse, donnant quelques dimensions, une silhouette générale, parfois des capacités. Pour cela, il utilise en général les données existantes sur des navires similaires, ainsi que ses propres réalisations passées.
Si l'armateur est satisfait, l'architecte passe à l'avant-projet, qui va fixer les dimensions, la disposition générale des volumes, les matériaux utilisés, et donnera une estimation du prix total. À ce niveau, l'armateur peut encore intervenir, mais rarement au stade du projet lui-même. Dès ce premier stade, la partie réglementaire intervient (pavillon du navire, société de classification retenue…) de manière déterminante. Le trio architecte /armateur / société de classification doit bien fonctionner.
L'architecte passe enfin au projet proprement dit, dont l'objectif est de produire des plans suffisamment détaillés pour la construction. C'est également pendant cette phase que l'architecte vérifie la conformité du projet aux réglementations et aux normes de sécurité. Les règlements nationaux et les préconisations des sociétés de classification guident précisément les détails de la conception comme les aspects généraux. Dans bien des cas, l'architecte s'appuiera sur des bureaux d'études spécialisés, le chantier ou les fournisseurs pour réaliser les études spécifiques (calculs de stabilité, calculs de structure, sécurité incendie, optimisation des formes de la coque pour diminuer la consommation, moteur et hélices…).
De nos jours, pour la construction de gros navires (paquebots, pétroliers…), les chantiers sont de très grosses sociétés dont l'architecte est souvent un employé qui agit comme un chef de projet.

## Éléments d'un projet
Le projet bouclé consiste en un certain nombre de plans et de documents :
- un plan de formes, représentant la forme extérieure du navire dans les trois dimensions, ainsi que ses dimensions principales ;
- un plan d'ensemble, détaillant toutes les zones du navire (la disposition des soutes, cales, réservoirs), l'emplacement des cabines et des zones de navigation, la disposition des machines, etc. ;
- des plans de construction, comportant les échantillonnages, l'épaisseur des matériaux, nécessaires à la construction, et détaillant les zones particulières (gouvernail, machines…) ;
- une spécification générale, document détaillant l'ensemble des composants du navire : type de matériau, modèle de moteur, poids de la peinture, etc.

De plus, un projet pourra aussi inclure les éléments suivants :
- différents schémas : circuits électriques, ventilation, circuits de commande ;
- des spécifications propres : par exemple, épure de jauge, rapport de franc-bord, dossier de stabilité.

## Aspects à traiter
Un projet de navire doit prendre en compte différents éléments indispensables :
- Flottaison et inclinaison : le navire doit flotter dans ses lignes (ou, pour un sous-marin, être capable de conserver son immersion);
- Hydrostatique : Stabilité à l'état intact (le navire peut-il chavirer ?), après avarie (quels espaces sont envahissables ?) ;
- Hydrodynamique : le navire en mouvement dans le fluide. Calculs de la traînée et de la puissance, (bulbe d'étrave, squat)
- Évacuation : en cas de dommage sérieux, comment évacuer l'équipage et les passagers ?
- Structure : comment réaliser un navire à la fois léger et solide ?
- Environnement : Pollution, vagues, glace…
- Énergie et propulsion
- Manœuvrabilité
- Tenue à la mer
- Coût : construction, maintenance et opération.
- Règlements nationaux et internationaux
- Fonctions spéciales du navire

## Outils
Les architectes navals utilisent actuellement des outils informatiques : CAO / FAO, notamment des programmes spécialisés (calcul des masses et du centrage, calculs de carène, calculs de stabilité, calculs de structure et contraintes…).
Par exemple pour la partie hydrodynamique navale de la boucle navire, l'architecte naval dispose d'outils de CFD (Computational Fluid Dynamics) de plus en plus performants, à la modélisation de plus en plus complexe (écoulement Navier-Stokes instationnaire à surface libre), qui lui permettent de choisir parmi des dizaines de formes de navires celle qui correspondra à son cahier des charges. Cette forme sera ensuite, la plupart du temps pour les grands projets de navires (paquebot, voilier de course, navire militaire, navire de recherche, de commerce, de pêche), testée à échelle réduite en bassin d'essai des carènes afin de confirmer les prévisions des calculs numériques.